# 林佳鈴
林佳鈴（1974年—2003年5月11日），和平醫院護士，臺灣第三位在SARS事件殉職的醫療人員。

## 生平
林佳鈴出生不久，生父在一場農事意外中喪生，她十歲時母親改嫁陳浴祈。林佳鈴為了減輕家裡負擔，早日幫忙家計，決定讀長庚護校。
1995年畢業於長庚護專。畢業後，一面工作一邊在台北護理學院進修，2002年取得學位。原在長庚醫院工作，後在和平醫院Ａ棟六樓任職於婦兒科，考績都是甲等，每半月回宜蘭探視父母，沒有交男朋友。
同事回憶，儘管家計沉重，林佳鈴個性開朗樂觀。當孕婦情緒緊張、或小朋友面對打針哭鬧不安，林佳鈴都會主動上前安慰，講笑話給孕婦聽，或向小朋友講故事，許多產婦因此出院後還帶著孩子回醫院找林佳鈴聚會。林佳鈴有時自己下班了，會留下來幫忙同事照顧病人。

## 殉職
2003年4月，一名印尼籍女看護工在和平醫院Ａ棟七樓照顧中風雇主，恰巧與事後被外界懷疑為和平醫院感染源之一的胡姓男子同病房。21日，該印尼移工出現腹痛、發高燒、咳嗽與氣喘等症狀，被送到急診室。急診醫師懷疑這名移工內出血，疑似婦科方面疾病，要求轉往婦兒科接受診治。待婦兒科值班醫師看了胸部X光片，懷疑感染SARS，拒絕收治，一度在婦兒科內引發爭論，兒科醫師認為是，婦產科醫師認為不是。當雙方僵持不下，感染科醫師診斷認為並非，婦兒科病房才收治該名印傭。
當晚，印傭全身高燒、情緒不穩，不斷按呼叫鈴吵著要離開。印傭疑似是SARS患者，在婦兒科護士間流傳開來。輪值婦兒科病房小夜班的林佳鈴向直屬長官求證時，長官卻表示，根據其個人十多年經驗判斷，只是一般肺炎。於是林佳鈴只戴N95口罩，到病房裡不斷安撫印傭情緒。隔天上午，印傭病情持續惡化，護理人員再度向感染科主任林榮第報告，林榮第這才發覺印傭疑似感染，下令轉入B棟八樓病房治療。
林佳鈴獲知印傭感染SARS，向長官要求放十天假在家居家隔離，被長官拒絕，並怪她怎麼沒有戴好口罩。她先到台北市替代役中心隔離後，立即有病患送了八箱飲料，指名要給她。她負責照顧SARS病患的消息傳回家鄉後，養父陳浴祈就受排擠而失去工作。在病榻中，她以電話安慰母親林美麗說：「我還年輕，一定衝得過這一關…」、「有比我病情更糟的人，需要醫師照顧…」。
5月3日，林佳鈴由三軍總醫院松山分院轉至台北榮總急診，榮總隨即通報她為疑似病例，當時就因呼吸窘迫插上氣管內管，5月5日由於肺部狀況持續惡化進一步插上胸管。9日上午一度傳出病危，急救兩小時救回。11日下午1點許，急救不治，得年二十九歲，繼陳靜秋、胡貴芳之後，成了臺灣第三位因SARS而犧牲的護理人員。
12日清晨近4點，林佳鈴養父陳浴祈接獲通知，林佳鈴已依法在台北市立第二殯儀館完成火化，當日接回宜蘭縣壯圍鄉家鄉。25日告別式，由縣長劉守成主祭，總統府副秘書長吳釗燮致贈褒揚令，行政院政務委員陳其南轉送一千萬元撫卹金。

## 追思
同年9月3日，入祀南港忠烈祠。
2007年大里車站列車事故後，馬英九到宜蘭上香，正要離開時，看到群眾裡有一位婦女掩面哭泣，旁邊一男士欲言又止，便要求司機停車，下車了解狀況，才發現他們就是林佳鈴父母。林佳鈴雙親說聽到馬英九到附近，特別趕過來，並希望馬英九能到距離三百公尺家裡，為林佳鈴上香。馬英九聽了很難過，就走到林家上香，並承諾還會找機會再去探視。
2008年中華民國總統選舉期間，2007年10月28日，國民黨總統參選人馬英九至宜蘭縣的「long stay」（下鄉過夜）行程，第一晚下榻林佳鈴她在宜蘭的房間。次日一早，馬英九對幕僚透露，如果昨晚林佳鈴入夢，他也已想好一些感謝話，只可惜一夜無夢，熟睡至天亮。